# Nicolae Sacară
Nicolae Sacară (n. 9 mai 1894, satul Rudi, raionul Soroca - d. 24 februarie 1942, Penza, URSS), a fost un deputat în Sfatul Țării. La 27 martie 1918 a votat unirea. A decedat în  24 februarie 1942  Penza (după alte date 1969) Gulag, Penza, Rusia.
Profesor în domeniul viei și vinificației, membru în Sfatul Țării. 
Licențiat al Facultății de Agronomie a Universității din Iași. Profesor la Facultatea de Agronomie din Chișinău. A fost printre fondatorii învățământului superior din Basarabia, ajutând să transfere Facultatea de Agronomie din Iași în Chișinău. Paralel cu munca pedagogică a efectuat și o intensă activitate ca inspector-agronom la Directoratul Agriculturii și Domeniilor Basarabiei. Organiza, expoziții agricole, promovând experiența fruntașilor. A exercitat și funcția de administrator al gospodăriilor armenești.
Ca politician a organizat comitetele moldovenești militare dislocate în Odessa și pe Frontul Românesc. A fost ales deputat în Duma Rusă. Membru al Partidului Socialist - Revoluționar Naționalist. Membru al Sfatului Țării, Blocul Moldovenesc. Cariera politică și-o începe la Odessa, unde la 18 aprilie 1917, fiind înrolat în armată, ia cuvântul la un miting. I se încredințează misiunea de a se încadra în Comitetul din Chișinău, alături de separatiști, pentru a contrabalansa tendințele antiseparatiste ale fracțiunii țărănești. La 20 octombrie 1917, la Congresul ostășesc este printre cei 44 de deputați aleși pentru Sfatul Țării. Împreună cu Păscăluță, Osoian și marinarul Gafencu a reprezentat Comitetul din Odessa. Fiind deputat în Sfatul Țării (21 martie 1917 – 27 martie 1918), a votat pentru unirea Basarabiei cu România.
La 13 decembrie 1917, este ales în funcția de subsecretar de Stat la Ministerul de Război și de Externe al Republicii Democratice Moldovenești, însă a fost destituit din funcție peste o lună de zile, motivul fiind acțiunile lui ferme și independente: a expediat o telegramă urgentă, cerând ajutorul detașamentelor ardelenești formate și staționate la Kiev.
Din 1940, odată cu venirea sovieticilor și până la sfârșitul vieții sale s-a aflat în închisoarea „I. V. Stalin” din Tomsk. Inițial a fost condamnat la moarte, apoi pedepsit pe viață și exilat în Siberia. S-a stins din viață tot acolo, în închisoarea din Tomsk, în 1942, fiind bolnav de tifos exantematic.
Mențiuni: Ordinul „Coroana României” în gradele de ofițer și cavaler, Ordinul național „Steaua României” în gradele de cavaler și ofițer, Medalia „Ferdinand I”, medalie de care s-au învrednicit cei care au votat Unirea Basarabiei la 27 martie 1918.